# Намазбеков, Калыс
Калыс Намазбеков (род. 9 мая 1933, с. Джениш) — старший чабан колхоза «Коммунизм» Джеты-Огузского района Иссык-Кульского района Иссык-Кульской области, Киргизская ССР. Герой Социалистического Труда (1971).

## Биография
Окончил сельскохозяйственный техникум.
Бригада чабанов под руководством Калыса Намазбекова досрочно выполнила коллективное социалистическое обязательство и плановые задания Восьмой пятилетки (1966—1970) по овцеводству. Указом Президиума Верховного Совета СССР от 8 апреля 1971 года удостоен звания Героя Социалистического Труда «за выдающиеся успехи, достигнутые в развитии сельскохозяйственного производства и выполнении пятилетнего плана продажи государству продуктов земледелия и животноводства» с вручением ордена Ленина и золотой медали Серп и Молот.
Проживал в родном селе.